# Чудо з кісками
«Чудо з кісками» (рос. «Чудо с косичками») — радянський художній фільм, знятий у 1974 режисером Віктором Титовим на кіностудії «Мосфільм».

## Сюжет
На великих міжнародних змаганнях серед учасників — радянська спортсменка Таня Малишева, яка півроку тому отримала травму. Від неї не чекають високих результатів. Між Танею і її подругою Світланою Кропотовою йде гостре спортивне суперництво. Гімнастичні комбінації Тані стають все складніше і складніше. В результаті — блискуча перемога…

## У ролях
- Ірина Мазуркевич — Таня Малишева
- Анна Жарова — Світлана Кропотова
- Ігор Ясулович — тренер Тані Малишевої
- Олександр Калягін — тренер Світлани Кропотової
- Наум Димарський — телекоментатор
- Ніна Агапова — керівник команди
- Олександр Халецький — Мітя

## Знімальна група
- Режисер — Віктор Титов
- Сценарій — Олександр Лапшин
- Оператори — Анатолій Ніколаєв, Володимир Ніколаєв
- Художник — Ірина Лукашевич
- Звукорежисер — Станіслав Біц
- Композитор — Владислав Казенін